# Batalla de Calaf
La batalla de Calaf —también denominada batalla de Prats del Rey— fue una batalla de la Guerra civil catalana que tuvo lugar el 28 de febrero de 1465 entre Prats del Rey y Calaf. La victoria fue para el bando realista de Juan II de Aragón y los capitanes del ejército de Pedro de Portugal fueron hechos prisioneros, aunque el propio don Pedro logró escapar disfrazado al caer la noche.

## Antecedentes
Tras la pérdida de la estratégica plaza de Villafranca del Panadés en agosto de 1464, Pedro de Portugal, proclamado en enero de ese año como nuevo soberano del Principado de Cataluña por las instituciones catalanas rebeldes a Juan II de Aragón, reunió en Barcelona un nutrido contingente de tropas para hacer frente a la previsible ofensiva de las fuerzas realistas fieles a Juan II. En efecto estas a principios de enero de 1465 iniciaron el asedio de Cervera y cuando Pedro de Portugal tuvo noticia de que las fuerzas sitiadoras al mando del conde de Prades iban a recibir el refuerzo de un nuevo contingente comandado por el jovencísimo príncipe heredero don Fernando, que entonces solo contaba con trece años de edad, salió desde Vich, donde había establecido su cuartel general, para Cervera. Su ejército acababa de ser reforzado con tropas portuguesas y borgoñonas y contaba con los jefes militares rebeldes más destacados: Pedro de Eça, Beltrán y Juan de Armendáriz, el conde de Pallars, Guerau de Cervelló, el barón de Cruïlles, el vizconde de Rocabertí y el vizconde de Roda.
A su encuentro salió el ejército realista que también contaba con sus más importantes capitanes. Junto al conde de Prades y a su hijo Juan Ramon Folch III, se encontraban el arzobispo de Tarragona, el conde de Módica, el infante don Enrique conde de Ampurias y el castellán de Amposta Bernat Huc de Rocabertí ―solo faltaba don Alfonso de Aragón, hijo natural de Juan II―. El enfrentamiento en campo abierto se produjo el 28 de febrero entre Prats del Rey y Calaf.

## Desarrollo
Las tropas realistas cobraron una ventaja inicial que resultaría decisiva cuando las huestes comandadas por el conde de Prades y el castellán de Amposta rompieron la vanguardia del ejército de Pedro de Portugal formada por tropas borgoñonas. Este se vio incapaz de maniobrar al quedar rodeado y acabó siendo dispersado por las fuerzas realistas. La llegada de la noche fue lo que evitó que el ejército de Pedro de Portugal fuera derrotado completamente, pero no impidió que sus principales jefes fueran hechos prisioneros ―solo el propio Pedro de Portugal logró huir, disfrazado―.

## Consecuencias
Juan II perdonó la vida a los jefes rebeldes hechos prisioneros. Jaume Vicens Vives comenta que «quizá en 1463 la suerte de estos personajes habría sido rubricada por el patíbulo. Pero en 1465 Juan II se proponía ser más cauto, prudente y magnánimo. Como en Lérida, por sentimiento o cálculo, se propuso ser rey de todos los catalanes».
Según este mismo historiador, «el triunfo de Calaf señaló un punto decisivo en la guerra revolucionaria. Aragón, Valencia, Mallorca y Sicilia, hasta entonces más o menos expectantes, se entregaron decididamente a la causa real». En la ciudad de Valencia, por ejemplo, se celebró una solemne procesión fara festejar la victoria y sus jurados se aprestaron a conceder dos préstamos al rey Juan II por valor de 68 000 sólidos, ejemplo que siguieron Zaragoza, Palermo y Mesina.
Por su parte Pedro de Portugal, para compensar el desastre de Calaf, dirigió un ejército para conquistar la La Bisbal, punto estratégico de las comunicaciones entre Gerona y la costa y que estaba defendido por el obispo de Gerona Joan Margarit. La plaza capituló el 7 de junio. «Éxito que fue coreado como un triunfo extraordinario, pero que no disimulaba la gravedad de la situación. El propio príncipe se exclamaba de que tenía la gente “pobre y deshecha”», comenta Jaume Vicens Vives.